# لاندسبرغ (ساكسونيا أنهالت)
لندزبرغ زاكسن آنهالت (بالألمانية: Landsberg, Saxony-Anhalt) هي بلدة ألمانية تقع في ألمانيا في ساكسونيا أنهالت.  يقدر عدد سكانها بـ 15,077 نسمة .